# Monóxido de carbono
O monóxido de carbono (CO) é um gás levemente inflamável, inodoro e muito perigoso devido à sua grande toxicidade. É produzido pela queima em condições de pouco oxigênio (combustão incompleta) e/ou alta temperatura de carvão ou outros materiais ricos em carbono, como derivados de petróleo, por exemplo, pelos motores dos veículos. Grande quantidade de subproduto de CO é formada durante os processos oxidativos para a síntese de produtos químicos. Por essa razão, os gases de processo precisam ser purificados. Por outro lado, esforços consideráveis de pesquisa são feitos para otimizar as condições do processo, desenvolver catalisadores com melhor seletividade e entender os caminhos de reação que levam ao produto alvo e aos produtos secundários. Além disso, o monóxido de carbono realiza ligações estáveis com a hemoglobina, sendo mais tóxico para o corpo do que o dióxido de carbono.

## Usos
O monóxido de carbono é um agente redutor, retirando oxigênio de muitos compostos em processos industriais (formando CO), como na produção de ferro e outros metais a partir de seus minérios e hidrogênio a partir da água. Também se combina com o níquel metálico produzindo um composto volátil que é usado na purificação deste metal (processo Mond). Também é usado na síntese de vários compostos orgânicos, como ácido acético (processo Monsanto), plásticos, metanol, hidrocarbonetos, carbonato de dimetilo e formatos.
Foi utilizado na Segunda Guerra Mundial pelos nazistas na eliminação sistemática de judeus e outros seres humanos considerados não arianos. Seis instalações foram criadas com esse objetivo: Bernburg, Brandenburg, Grafeneck, Hadamar, Hartheim e Sonnenstein. Estes campos de extermínio utilizavam o monóxido de carbono em sua forma pura, produzido quimicamente.
Também já foi muito usado como combustível, sob o nome de gás de síntese, que é feito passando-se vapor de água sobre carvão superaquecido, formando uma mistura de CO, hidrogénio, nitrogénio e dióxido de carbono.

## Toxicidade
Todas as pessoas e animais estão em risco de envenenamento por monóxido de carbono. Os sintomas mais comuns deste são dores de cabeça e no peito, tonturas, confusão, fraqueza, náuseas e vómitos, que podem facilmente ser confundidos com outras enfermidades (por exemplo constipação ou intoxicação alimentar), e em casos mais graves pode ocorrer perda da consciência e morte. Pode haver também, a longo prazo, sequelas cardíacas e neuronais posteriores a uma intoxicação.
O monóxido de carbono, depois de inalado e difundido para os vasos sanguíneos, combina com a hemoglobina formando carboxihemoglobina, com muito mais afinidade do que o oxigénio (200 a 240 vezes superior), diminuindo a quantidade de hemoglobina disponível para o transporte de oxigénio. Pode, desta forma, ocorrer o desenvolvimento de hipóxia tecidual, caso os mecanismos compensatórios falhem em manter o fornecimento do oxigénio.
Para além do já referido, o monóxido de carbono também inibe a citocromo C oxidase mitocondrial, tem efeitos a nível inflamatório e aumenta o estresse oxidativo perivascular.
Os recém-nascidos, crianças pequenas, idosos e pessoas com doenças cardíacas crónicas, problemas respiratórios ou anemia são grupos de risco devido à sua maior suscetibilidade aos efeitos deste gás.
A exposição a doses relativamente elevadas em pessoas saudáveis pode provocar problemas de visão, redução da capacidade de trabalho, redução da destreza manual, diminuição da capacidade de aprendizagem, dificuldade na resolução de tarefas  e até mesmo levar a morte.
Concentrações abaixo de 400 ppm no ar causam dores de cabeça e acima deste valor são potencialmente mortais, tanto para plantas e animais quanto para alguns micro-organismos.
O monóxido de carbono está associado ao desenvolvimento de doença isquémica coronária, pensando-se que esse fato resulte da interferência com a oxigenação do miocárdio e do aumento da adesividade das plaquetas e dos níveis de fibrinogénio o que ocorre particularmente com os fumantes.

### fisiologia humana normal
O monóxido de carbono é produzido naturalmente pelo corpo humano como uma molécula sinalizadora. Assim, o monóxido de carbono pode ter um papel fisiológico no corpo humano, como um neurotransmissor ou relaxante dos vasos sanguíneos. Devido ao papel do monóxido de carbono pelo corpo, as anormalidades em seu metabolismo foram associados a uma variedade de doenças, incluindo neurodegenerações, hipertensão, insuficiência cardíaca e inflamação patológica.

## Toxicinética
Absorção: O monóxido de carbono existente no ar atmosférico atinge a corrente sanguínea através das vias aéreas.[carece de fontes?]
Distribuição: A inalação de ar contendo altos níveis de monóxido de carbono aumenta rapidamente a carboxihemoglobina (COHb) sanguínea pela ligação imediata e forte do monóxido de carbono à hemoglobina, o que permite a difusão de monóxido de carbono na corrente sanguínea. A inalação subsequente de ar isento de monóxido de carbono diminui progressivamente o gradiente até ao ponto de reversão, permitindo a libertação do monóxido de carbono através do ar alveolar. O gradiente de pressão arterial para o monóxido de carbono sanguíneo é geralmente muito maior do que o gradiente de oxigénio sanguíneo, pelo que a absorção de monóxido de carbono será um processo proporcionalmente mais rápido do que a sua eliminação. A taxa de libertação de monóxido de carbono é ainda afetada pelos produtos do metabolismo tecidual. Embora exista uma exposição contínua ao monóxido de carbono, apenas uma pequena quantidade de monóxido de carbono é difundido devido à existência de uma barreira significativa à difusão do monóxido de carbono no epitélio das vias sanguíneas, o que torna o processo de difusão e absorção extremamente lentos.[carece de fontes?]
Metabolização: Após distribuição pelos diferentes órgãos e tecidos, o monóxido de carbono sofre vários processos de metabolização, como a ligação a proteínas heme, metabolismo oxidativo e a produção metabólica de monóxido de carbono a partir de percursores endógenos e exógenos.[carece de fontes?]
Eliminação: Numa fase final, o monóxido de carbono absorvido é eliminado do organismo pelo ar exalado e pelo seu metabolismo oxidativo.